# George Washington Greene
George Washington Greene, född 1811 i East Greenwich, Rhode Island, död där 1883, var en amerikansk historiker. Han var sonson till Nathanael Greene.
Greene var 1837-45 Förenta staternas konsul i Rom samt blev 1847 professor i moderna språk vid Brown University i Rhode Island och 1872 professor i amerikansk historia vid Cornell University. Bland hans skrifter märks Historical studies (1850), Life of general Nathanael Greene (3 band, 1867-71; ny upplaga 1890) och A short history of Rhode Island (1877).